# Narsha
Đây là một tên người Triều Tiên, họ là Park.
Park Hyo-jin (sinh ngày 28 tháng 12 năm 1981), được biết đến với nghệ danh Narsha, là một nữ ca sĩ, vũ công, diễn viên, MC người Hàn Quốc, thành viên nhóm nhạc thần tượng Brown Eyed Girls.

## Tiểu sử
Narsha tên thật là Park Hyo-jin, sinh ngày 28 tháng 12 năm 1981 tại Seoul, Hàn Quốc.

## Sự nghiệp âm nhạc
| Năm  | Tên              | Vai diễn    |
| ---- | ---------------- | ----------- |
| 2013 | When A Man Loves | Female Lead |

### Album đã phát hành

#### Album chung
- NARSHA (2010)

#### Album riêng
| Album Information | Track Listing                                                                                        |
| --- | --- |
| Mamma Mia (with Sunny Hill) (맘마미아) - Release Date: ngày 19 tháng 8 năm 2010 - Genre: K-pop, electronic, dance pop | - 01. Mamma Mia (with Sunny Hill) (맘마미아) - 02. Bbi Ri Bba Bba (East4A Club Vocal Mix) (삐리빠빠) |

### Ca khúc đã phát hành
| Year | Title                                    | Peak chart positions | Peak chart positions | Album             |
| Year | Title                                    | KOR Gaon             | KOR Billboard        | Album             |
| ---- | ---------------------------------------- | -------------------- | -------------------- | ----------------- |
| 2010 | "I'm In Love" (with Sungha Jung)         | 2                    | —                    | NARSHA            |
| 2010 | "Bbi Ri Bba Bba" (삐리빠빠)              | 5                    | —                    | NARSHA            |
| 2010 | "Mamma Mia" (맘마미아) (with Sunny Hill) | 5                    | —                    | Non-album release |

### Sản phẩm hợp tác âm nhạc
| Năm  | Album/Drama                       | Song Title                          | Artist                                                        |
| ---- | --------------------------------- | ----------------------------------- | ------------------------------------------------------------- |
| 2006 | Movie A Cruel Attendance          | "If You Cannot Avoid"               | With Garion                                                   |
| 2007 | Be My 1004                        | "Be My 1004"                        | Featuring for iM                                              |
| 2007 | KBS Dae Jo Young                  | "Only You Don't Know"               | Solo                                                          |
| 2007 | Somewhere Over The Rainbow Vol.6' | "In This Winter"                    | Duet with Miryo                                               |
| 2008 | Gone To The Hospital              | "Gone To The Hospital (Longing...)" | Featuring for MIRU                                            |
| 2008 | "Fun'ch                           | "1+2"                               | Featuring for One Two                                         |
| 2009 | Sudden Song                       | "Sudden Song"                       | Duet with Miryo                                               |
| 2009 | KBS My Fair Lady                  | "I Love You"                        | Duet with Miryo                                               |
| 2009 | KBS My Fair Lady                  | "I Love You"                        | Duet with Jang Geuni                                          |
| 2009 | First Whisper                     | "The Snow Gift"                     | Featuring for Lee Jae Hoon                                    |
| 2010 | 'Untouchable 2nd Mini Album       | "Living In My Heart"                | Featuring For Untouchable                                     |
| 2010 | Cho PD                            | "La La Land"                        | Collaboration with Cho PD và JeA                              |
| 2010 | 2010 MAMA Theme Song              | "Music"                             | Collaboration with JeA, Jun. K, Supreme Team, Boohwal, 8Eight |
| 2011 | KBS The Thorn Birds               | "A Woman I Know"                    | Solo                                                          |
| 2012 | Miryo aka Johoney                 | "Leggo"                             | Featuring for Miryo                                           |
| 2014 | REFORM (10th Anniversary Album)   | "Bullshit 지랄"                     | Featuring for Humming Urban Stereo                            |

## Sự nghiệp diễn xuất

### Điện ảnh
| Năm  | Tên                                                        | Type             | Vai diễn | Notes                                                                              |
| 2011 | The Guest Who Did Not Receive The Invitation               | Smartphone Movie | Director | Received the Special Award in the 1st International Olleh Smartphone Film Festival |
| 2012 | Nico 2: Little Brother, Big Trouble: A Christmas Adventure | Animation        | White Wolf Dubbing                                                                                              |                                                                                    |
| 2013 | Bug                                                        | Smartphone Movie | Director. Screenplay. Writer. (Movie plot is reality story based on the hardships Narsha faced when growing up) | Received the Special Award in the 3rd International Olleh Smartphone Film Festival |

### Truyền hình
| Năm  | Tên                                          | Network   | Vai diễn                                                      |
| ---- | -------------------------------------------- | --------- | ------------------------------------------------------------- |
| 2012 | Lights and Shadows (TV series)}              | MBC       | Lee Hye-bin/Lee Jung-ja                                       |
| 2012 | Ohlala Couple                                | KBS2      | Moosan Goddess                                                |
| 2014 | There Is A Blue Bird: Cinderella Syndrome    | TV Chosun | Shin-ae (Female Lead)                                         |
| 2014 | The Clinic for Married Couples: Love and War | KBS       | Hyun-jin (Female Lead for the 20s Special 'Wife is the Boss') |
| 2014 | Emergency Couple                             | tvN       | Female Patient (Cameo on episode 19)                          |
| 2014 | Witch's Romance                              | tvN       | Shaman (Cameo from episode 1 to 4)                            |

## Chương trình truyền hình
| Năm          | Tên                            | Network    | Notes |                 |
| ------------ | ------------------------------ | ---------- | --- | --------------- |
| 2009 - 2010  | Invincible Youth               | KBS2       | Fixed cast |                 |
| 2010         | Waving The Korean Flag         | SBS        | Fixed Cast. South Africa FIFA World Cup Show.                                                                 |                 |
| 2009-2010    | Star Golden Bell               | KBS        | Regular cast                                                                                                  |                 |
| 2009-2010    | Intimate Note                  | SBS        | Fixed Cast for Season 3                                                                                       |                 |
| 2010 - 2011  | Heroes                         | SBS        | Fixed Cast |                 |
| 2011         | Style Show Fiㄹ                | Onstyle    | MC |                 |
| 2012         | Trực tiếp tối thứ Bảy Hàn Quốc | tvN        | Host of the December 15 episode, with JeA, Miryo và Gain                                                      |                 |
| 2013 - 2014  | Immortal Song 2                | KBS        | Known for a being a singer that have shown many different types of performances and have earned high praises. |                 |
| 2014         | Celebrity Lives in Our House   | MBC every1 | Celebrity for the 1st and 2nd episode of the show. The show changes celebrity every now and then.             |                 |
| 2013         | Infinity Challenge             | MBC        | Guest for episode 361, 362 for the program's Christmas special 'Introducing Lonely Friends'.                  |                 |
| 2014-present | Trực tiếp tối thứ Bảy Hàn Quốc | tvN        | Fixed crew ever since Season 5                                                                                |                 |
| 2014         | Running Man                    | SBS        | Guest [Ep. 198]                                                                                               | Guest [Ep. 221] |